# Gabriel Jacobsohn
Gabriel Jacobsohn (hebräisch גבריאל יעקובסון, geboren 7. Mai 1923 in Berlin; gestorben 19. Mai 1948 in Jerusalem) war ein israelischer Komponist.

## Leben
Gabriel Jacobsohn wurde in einer jüdischen Familie in Berlin geboren, mit der 1933 gegründeten Jugend-Aliyah nach Schweden geschickt und kam von dort aus 1939 nach Palästina. Jacobsohn wurde in Mishmarot und dann im Kibbuz Ma'ale HaChamisha ausgebildet. Die Nähe zu Jerusalem ermöglichte es ihm, sein Studium am Eretz-Israelischen Konservatorium zu beginnen. Dort studierte er bei Josef Tal (damals Grünthal). Als seine Gruppenmitglieder 1945 den Kibbuz Gezer gründeten, blieb Jacobsohn in Jerusalem, pflegte aber enge Beziehungen zu ihnen. Nach Abschluss seines Studiums arbeitete er in Jerusalem und in den umliegenden Kibbuzim als Lehrer und Komponist. Nach dem Ausbruch des Unabhängigkeitskrieges wurde er eingezogen und fiel am 19. Mai 1948 in der Altstadt von Jerusalem. Nach dem Krieg gründeten seine Freunde im Kibbuz eine Stiftung zur Veröffentlichung seiner Werke und setzten sich für ihre Aufführung in Konzerten und ihre Übertragung im Radio ein.

## Werk
Jacobsohn gehörte wie Robert Starer und Tzvi Avni zur ersten Generation israelischer Komponisten, die in jungen Jahren nach Palästina kamen und ihre musikalische und künstlerische Ausbildung größtenteils im Land absolvierten. Sein Werk zeugt von einer tiefen stilistischen Beherrschung: Seine Chorbearbeitungen und Chorwerke (nach biblischen Texten) sind modal, voller Pathos und deutlich in dem künstlerischen Klima Israels zu Beginn der 1940er Jahre verankert. Im Gegensatz dazu setzen seine Lieder für Gesang und Klavier die Tradition des deutschen Liedes fort – sowohl in ihrer Sprache als auch in ihren Inspirationsquellen (aus deutscher und chinesischer Dichtung). In seinen Instrumentalwerken war Jacobsohn ein deutlicher Neoklassizist.

### Werke (Auswahl)
- Trio für Oboe, Horn und Klavier (Unvollendete. Zwei Sätze – Adagio und Allegro – wurden 1954 veröffentlicht, und ein unvollständiger Minuett-Satz ging verloren)
- Sonate für Violine und Klavier (verloren)
- Solosonate für Violine (verloren)
- Lieder für Gesang und Klavier (veröffentlicht)
- Chorwerke (veröffentlicht)
- Musik für das Theaterstück „David, König Israels“ von Ya'akov Cahan (im März 1948 im Youth Theater „Bimatenu“ in Tel Aviv aufgeführt, verloren)
- Straßenbilder für Klavier (ein Abschnitt wurde veröffentlicht)
- Streichquartett (aufgenommen 1956, aber die Partitur ging verloren. Die Partitur wurde von Musikwissenschaftler Alon Schab nach der Aufnahme rekonstruiert, und das rekonstruierte Werk wurde 2023 vom Carmel Quartet neu aufgeführt).